# Xã Brush Creek, Quận Fulton, Pennsylvania
Xã Brush Creek (tiếng Anh: Brush Creek Township) là một xã thuộc quận Fulton, tiểu bang Pennsylvania, Hoa Kỳ. Năm 2010, dân số của xã này là 819 người.